# Université en Inde
En Inde, une université d'État est gérée et financée par le gouvernement de l’État dans lequel elle est située.
Selon la Constitution de l'Inde de 1950, l'éducation est sous la responsabilité de l’État. À la suite du changement constitutionnel de 1976, l'éducation est sous la responsabilité partagée des États et du gouvernement central. 
La Commission des subventions aux universités (UGC) répertorie 274 universités d’État, dont 170 reçoivent une aide financière de l'UGC.

## Liste des universités d’État
| État               | Université                                                                   | Ville               | Spécialisation                       | Fondation | Aide UGC | Photographie | Sources |
| ------------------ | ---------------------------------------------------------------------------- | ------------------- | ------------------------------------ | --------- | -------- | ------------ | ------- |
| Andhra Pradesh     | A.P. University of Law                                                       | Visakhapatnam       | Droit                                | 2008      | Non      |              | [ 2 ]   |
| Andhra Pradesh     | Acharya N. G. Ranga Agricultural University                                  | Hyderabad           | Agriculture                          | 1964      | Oui      |              | [ 3 ]   |
| Andhra Pradesh     | Acharya Nagarjuna University                                                 | Guntur              | Généraliste                          | 1976      | Oui      |              | [ 4 ]   |
| Andhra Pradesh     | Adikavi Nannaya University                                                   | Rajahmundry         | Généraliste                          | 2006      | Non      |              | [ 5 ]   |
| Andhra Pradesh     | Andhra Pradesh Open University                                               | Hyderabad           | FOAD                                 | 1982      | Oui      |              | [ 6 ]   |
| Andhra Pradesh     | Andhra University                                                            | Visakhapatnam       | Généraliste                          | 1926      | Oui      |              | [ 7 ]   |
| Andhra Pradesh     | Dr. B.R. Ambedkar University, Srikakulam                                     | Etcherla            | Généraliste                          | 1988      | Non      |              | [ 8 ]   |
| Andhra Pradesh     | Dr. Nandamuri Taraka Rama Rao University of Health Sciences, Andhra Pradesh  | Vijayawada          | santé                                | 1986      | Non      |              | [ 9 ]   |
| Andhra Pradesh     | Dravidian University                                                         | Kuppam              | langues dravidiennes                 | 1997      | Oui      |              | [ 10 ]  |
| Andhra Pradesh     | Jawaharlal Nehru Architecture and Fine Arts University                       | Hyderabad           | Architecture, Beaux-arts             | 2008      | Non      |              | [ 12 ]  |
| Andhra Pradesh     | Jawaharlal Nehru Technological University, Anantapur                         | Anantapur           | Technologies                         | 2008      | Oui      |              | [ 13 ]  |
| Andhra Pradesh     | Jawaharlal Nehru Technological University, Hyderabad                         | Hyderabad           | Technologies                         | 1972      | Oui      |              | [ 14 ]  |
| Andhra Pradesh     | Jawaharlal Nehru Technological University, Kakinada                          | Kakinada            | Technologies                         | 2008      | Oui      |              | [ 15 ]  |
| Andhra Pradesh     | Kakatiya University                                                          | Warangal            | Généraliste                          | 1976      | Oui      |              | [ 16 ]  |
| Andhra Pradesh     | Krishna University                                                           | Machilipatnam       | Généraliste                          | 2008      | Non      |              | [ 17 ]  |
| Andhra Pradesh     | Mahatma Gandhi University, Nalgonda                                          | Nalgonda            | Généraliste                          | 2007      | Non      |              | [ 18 ]  |
| Andhra Pradesh     | National Academy of Legal Studies and Research                               | Hyderabad           | Droit                                | 1999      | Oui      |              | [ 19 ]  |
| Andhra Pradesh     | Université Osmania                                                           | Hyderabad           | Généraliste                          | 1908      | Oui      |              | [ 20 ]  |
| Andhra Pradesh     | Palamuru University                                                          | Mahbubnagar         | Généraliste                          | 2008      | Non      |              | [ 21 ]  |
| Andhra Pradesh     | Potti Sreeramulu Telugu University                                           | Hyderabad           | Telugu                               | 1985      | Oui      |              | [ 22 ]  |
| Andhra Pradesh     | Rajiv Gandhi University of Knowledge Technologies                            | Hyderabad           | Technologies                         | 2008      | Non      |              | [ 23 ]  |
| Andhra Pradesh     | Rayalaseema University                                                       | Kurnool             | Généraliste                          | 2008      | Non      |              | [ 24 ]  |
| Andhra Pradesh     | Satavahana University                                                        | Karimnagar          | Généraliste                          | 2008      | Non      |              | [ 25 ]  |
| Andhra Pradesh     | Sri Krishnadevaraya University                                               | Anantapur           | Généraliste                          | 1981      | Oui      |              | [ 26 ]  |
| Andhra Pradesh     | Sri Padmavati Mahila Visvavidyalayam                                         | Tirupati            | Université féminine                  | 1983      | Oui      |              | [ 27 ]  |
| Andhra Pradesh     | Sri Venkateswara Institute of Medical Sciences                               | Tirupati            | Médecine                             | 1993      | Oui      |              | [ 28 ]  |
| Andhra Pradesh     | Sri Venkateswara University                                                  | Tirupati            | Généraliste                          | 1954      | Oui      |              | [ 29 ]  |
| Andhra Pradesh     | Sri Venkateswara Vedic University                                            | Tirupati            | Vedic studies                        | 2006      | Non      |              | [ 30 ]  |
| Andhra Pradesh     | Sri Venkateswara Veterinary University                                       | Tirupati            | École vétérinaire                    | 2005      | Non      |              | [ 31 ]  |
| Andhra Pradesh     | Telangana University (en)                                                    | Nizamabad           | Généraliste                          | 2006      | Oui      |              | [ 32 ]  |
| Andhra Pradesh     | Vikrama Simhapuri University                                                 | Nellore             | Généraliste                          | 2008      | Non      |              | [ 33 ]  |
| Andhra Pradesh     | Yogi Vemana University                                                       | Kadapa              | Généraliste                          | 2006      | Oui      |              | [ 34 ]  |
| Assam              | Assam Agricultural University                                                | Jorhat              | Agriculture                          | 1968      | Oui      |              | [ 35 ]  |
| Assam              | Dibrugarh University                                                         | Dibrugarh           | Généraliste                          | 1965      | Oui      |              | [ 36 ]  |
| Assam              | Gauhati University                                                           | Guwahati            | Généraliste                          | 1948      | Oui      |              | [ 37 ]  |
| Assam              | Krishna Kanta Handique State Open University                                 | Guwahati            | FOAD                                 | 2007      | Non      |              | [ 38 ]  |
| Bihar              | Aryabhatta Knowledge University                                              | Patna               | Technologies                         | 2010,     | Oui      |              | [ 41 ]  |
| Bihar              | B. R. Ambedkar Bihar University                                              | Muzzafarpur         | Généraliste                          | 1952      | Oui      |              | [ 42 ]  |
| Bihar              | Bhupendra Narayan Mandal University                                          | Madhepura           | Généraliste                          | 1993      | Oui      |              | [ 43 ]  |
| Bihar              | Chanakya National Law University                                             | Patna               | Droit                                | 2006      | Oui      |              | ,       |
| Bihar              | Jai Prakash University                                                       | Chhapra             | Généraliste                          | 1995      | Oui      |              | [ 46 ]  |
| Bihar              | Kameshwar Singh Darbhanga Sanskrit University                                | Darbhanga           | Sanskrit                             | 1961      | Oui      |              | [ 47 ]  |
| Bihar              | Lalit Narayan Mithila University                                             | Darbhanga           | Généraliste                          | 1972      | Oui      |              | [ 48 ]  |
| Bihar              | Magadh University (en)                                                       | Gaya                | Généraliste                          | 1962      | Oui      |              | [ 49 ]  |
| Bihar              | Maulana Mazharul Haque Arabe and Persan University                           | Patna               | Arabe, Persan                        | 2004      | Non      |              | [ 50 ]  |
| Bihar              | Nalanda Open University (en)                                                 | Patna               | FOAD                                 | 1995      | Non      |              | [ 51 ]  |
| Bihar              | Université de Patna                                                          | Patna               | Généraliste                          | 1917      | Oui      |              | [ 52 ]  |
| Bihar              | Rajendra Agricultural University                                             | Pusa                | Agriculture                          | 1970      | Oui      |              | [ 53 ]  |
| Bihar              | Tilka Manjhi Bhagalpur University                                            | Bhagalpur           | Généraliste                          | 1960      | Oui      |              | [ 54 ]  |
| Bihar              | Veer Kunwar Singh University                                                 | Arrah               | Généraliste                          | 1994      | Oui      |              | [ 55 ]  |
| Chandigarh         | Panjab University, Chandigarh                                                | Chandigarh          | Généraliste                          | 1947      | Oui      |              | [ 56 ]  |
| Chhattisgarh       | Ayush and Health Sciences University of Chhattisgarh                         | Raipur              | santé                                | 2008      | Non      |              | [ 57 ]  |
| Chhattisgarh       | Bastar University                                                            | Jagdalpur           | Généraliste                          | 2008      | Non      |              | [ 58 ]  |
| Chhattisgarh       | Chhattisgarh Swami Vivekanand Technical University                           | Bhilai              | Technologies                         | 2004      | Non      |              | [ 59 ]  |
| Chhattisgarh       | Hidayatullah National Law University                                         | Raipur              | Droit                                | 2003      | Oui      |              | [ 60 ]  |
| Chhattisgarh       | Indira Gandhi Agricultural University                                        | Raipur              | Agriculture                          | 1987      | Oui      |              | [ 61 ]  |
| Chhattisgarh       | Indira Kala Sangeet University                                               | Khairagarh          | Musique                              | 1956      | Oui      |              | [ 62 ]  |
| Chhattisgarh       | Kushabhau Thakre Patrakarita Avam Jansanchar University                      | Raipur              | Journalism                           | 2004      | Non      |              | [ 63 ]  |
| Chhattisgarh       | Pandit Ravishankar Shukla University                                         | Raipur              | Généraliste                          | 1964      | Oui      |              | [ 64 ]  |
| Chhattisgarh       | Pandit Sundarlal Sharma (Open) University                                    | Bilaspur            | FOAD                                 | 2004      | Non      |              | [ 65 ]  |
| Chhattisgarh       | Sarguja University (en)                                                      | Ambikapur           | Généraliste                          | 2008      | Non      |              | [ 66 ]  |
| Delhi              | Bharat Ratna Dr. B. R. Ambedkar University                                   | New Delhi           | Sciences sociales, Sciences humaines | 2007      | Non      |              | [ 67 ]  |
| Delhi              | Delhi Technological University                                               | Delhi               | Technologies                         | 2009      | Non      |              | [ 68 ]  |
| Delhi              | Guru Gobind Singh Indraprastha University                                    | Delhi               | Généraliste                          | 1998      | Oui      |              | [ 69 ]  |
| Delhi              | Indraprastha Institute of Information Technology                             | New Delhi           | Informatique                         | 2008      | Non      |              | [ 70 ]  |
| Delhi              | National Law University, Delhi                                               | New Delhi           | Droit                                | 2008      | Oui      |              | [ 71 ]  |
| Goa                | Goa University                                                               | Goa                 | Généraliste                          | 1985      | Oui      |              | [ 72 ]  |
| Gujarat            | Anand Agricultural University,                                               | Anand               | Agriculture                          | 2004      | Non      |              | [ 75 ]  |
| Gujarat            | Maharaja Krishnakumarsinhji Bhavnagar University                             | Bhavnagar           | Généraliste                          | 1978      | Oui      |              | [ 76 ]  |
| Gujarat            | Centre for Environmental and Planning Technology University                  | Ahmedabad           | Architecture                         | 2005      | Non      |              | [ 77 ]  |
| Gujarat            | Dharamsinh Desai University                                                  | Nadiad              | Généraliste                          | 2000      | Oui      |              | [ 78 ]  |
| Gujarat            | Dr. Babasaheb Ambedkar Open University                                       | Ahmedabad           | FOAD                                 | 1995      | Non      |              | [ 79 ]  |
| Gujarat            | Gujarat Ayurved University                                                   | Jamnagar            | Ayurveda                             | 1968      | Oui      |              | [ 80 ]  |
| Gujarat            | Gujarat Forensic Sciences University                                         | Gandhinagar         | Médecine légale                      | 2008      | Non      |              | [ 81 ]  |
| Gujarat            | Gujarat National Law University                                              | Gandhinagar         | Droit                                | 2003      | Oui      |              | [ 82 ]  |
| Gujarat            | Gujarat Technological University                                             | Ahmedabad           | Technologies                         | 2007      | Non      |              | [ 83 ]  |
| Gujarat            | Gujarat University (en)                                                      | Ahmedabad           | Généraliste                          | 1950      | Oui      |              | [ 84 ]  |
| Gujarat            | Hemchandracharya North Gujarat University                                    | Patan               | Généraliste                          | 1986      | Oui      |              | [ 85 ]  |
| Gujarat            | Krantiguru Shyamji Krishna Verma Kachchh University                          | Bhuj                | Généraliste                          | 2004      | Non      |              | [ 86 ]  |
| Gujarat            | Maharaja Sayajirao University of Baroda                                      | Vadodara            | Généraliste                          | 1949      | Oui      |              | [ 87 ]  |
| Gujarat            | Sardar Patel University                                                      | Vallabh Vidhyanagar | Généraliste                          | 1955      | Oui      |              | [ 88 ]  |
| Gujarat            | Sardarkrushinagar Dantiwada Agricultural University                          | Palanpur            | Agriculture                          | 1972      | Oui      |              | [ 89 ]  |
| Gujarat            | Saurashtra University                                                        | Rajkot              | Généraliste                          | 1955      | Oui      |              | [ 90 ]  |
| Gujarat            | Shree Somnath Sanskrit University                                            | Veraval             | Sanskrit                             | 2005      | Non      |              | [ 91 ]  |
| Gujarat            | Veer Narmad South Gujarat University                                         | Surat               | Généraliste                          | 1965      | Oui      |              | [ 92 ]  |
| Haryana            | Bhagat Phool Singh Mahila Vishwavidyalaya                                    | Sonipat             | Université féminine                  | 2006      | Oui      |              | [ 93 ]  |
| Haryana            | Chaudhary Charan Singh Haryana Agricultural University                       | Hisar               | Agriculture                          | 1970      | Oui      |              | [ 94 ]  |
| Haryana            | Chaudhary Devi Lal University                                                | Sirsa               | Généraliste                          | 2003      | Oui      |              | [ 95 ]  |
| Haryana            | Deenbandhu Chhotu Ram University of Science and Technology                   | Murthal             | Technologies                         | 2006      | Oui      |              | [ 96 ]  |
| Haryana            | Guru Jambheshwar University of Science and Technology                        | Hisar               | Science, technologies                | 1995      | Oui      |              | [ 97 ]  |
| Haryana            | Kurukshetra University                                                       | Kurukshetra         | Généraliste                          | 1956      | Oui      |              | [ 98 ]  |
| Haryana            | Lala Lajpat Rai University of Veterinary and Animal Sciences                 | Hisar               | Médecine vétérinaire                 | 2010      | Non      |              | [ 99 ]  |
| Haryana            | Maharishi Dayanand University                                                | Rohtak              | Généraliste                          | 1976      | Oui      |              | [ 100 ] |
| Haryana            | Pandit Bhagwat Dayal Sharma University of Health Sciences                    | Rohtak              | santé                                | 2008      | Oui      |              | [ 101 ] |
| Haryana            | YMCA University of Science and Technology                                    | Faridabad           | Technologies                         | 2009      | Oui      |              | [ 102 ] |
| Himachal Pradesh   | Chaudhary Sarwan Kumar Himachal Pradesh Krishi Vishvavidyalaya               | Palanpur            | Agriculture                          | 1978      | Oui      |              | [ 103 ] |
| Himachal Pradesh   | Dr. Yashwant Singh Parmar University of Horticulture and Forestry            | Solan               | Horticulture, Sylviculture           | 1986      | Oui      |              | [ 104 ] |
| Himachal Pradesh   | Himachal Pradesh Technical University                                        | Hamirpur            | Technologies                         | 2010      | Oui      |              | [ 105 ] |
| Himachal Pradesh   | Himachal Pradesh University                                                  | Shimla              | Généraliste                          | 1970      | Oui      |              | [ 106 ] |
| Jammu-et-Cachemire | Baba Ghulam Shah Badhshah University                                         | Rajauri             | Généraliste                          | 2005      | Oui      |              | [ 107 ] |
| Jammu-et-Cachemire | Islamic University of Science and Technology                                 | Pulwama             | Sciences, technologies               | 2005      | Non      |              | [ 108 ] |
| Jammu-et-Cachemire | Sher-e-Kashmir University of Agricultural Sciences and Technology of Kashmir | Srinagar            | Agriculture                          | 1982      | Oui      |              | [ 109 ] |
| Jammu-et-Cachemire | Shri Mata Vaishno Devi University                                            | Katra               | Science, technology                  | 2004      | Oui      |              | [ 110 ] |
| Jammu-et-Cachemire | University of Jammu                                                          | Jammu               | Généraliste                          | 1968      | Oui      |              | [ 111 ] |
| Jammu-et-Cachemire | University of Kashmir (en)                                                   | Srinagar            | Généraliste                          | 1949      | Oui      |              | [ 112 ] |
| Jharkhand          | Birsa Agricultural University                                                | Ranchi              | Agriculture                          | 1980      | Oui      |              | [ 113 ] |
| Jharkhand          | Kolhan University                                                            | Chaibasa            | Généraliste                          | 2007,     | Non      |              | [ 115 ] |
| Jharkhand          | National University of Study and Research in Law                             | Ranchi              | Droit                                | 2010      | Non      |              | [ 117 ] |
| Jharkhand          | Nilamber-Pitamber University                                                 | Palamu              | Généraliste                          | 2007      | Non      |              | [ 116 ] |
| Jharkhand          | Ranchi University                                                            | Ranchi              | Généraliste                          | 1960      | Oui      |              | [ 118 ] |
| Jharkhand          | Sido Kanhu University                                                        | Dumka               | Généraliste                          | 1992      | Oui      |              | [ 119 ] |
| Jharkhand          | Vinoba Bhave University                                                      | Hazaribagh          | Généraliste                          | 1993      | Oui      |              | [ 120 ] |
| Karnataka          | Bangalore University                                                         | Bangalore           | Généraliste                          | 1964      | Oui      |              | [ 121 ] |
| Karnataka          | Davangere University                                                         | Davangere           | Généraliste                          | 2009      | Oui      |              | [ 122 ] |
| Karnataka          | Gulbarga University                                                          | Gulbarga            | Généraliste                          | 1980      | Oui      |              | [ 123 ] |
| Karnataka          | Kannada University                                                           | Hampi               | Kannada                              | 1992      | Oui      |              | [ 124 ] |
| Karnataka          | Karnatak University                                                          | Dharwad             | Généraliste                          | 1949      | Oui      |              | [ 125 ] |
| Karnataka          | Karnataka Samskrit University                                                | Bangalore           | Sanskrit                             | 2010      | Non      |              | [ 126 ] |
| Karnataka          | Karnataka State Law University                                               | Hubli               | Droit                                | 2009      | Non      |              | [ 127 ] |
| Karnataka          | Karnataka State Open University                                              | Mysore              | FOAD                                 | 1996      | Non      |              | [ 128 ] |
| Karnataka          | Karnataka State Women's University                                           | Bijapur             | Université féminine                  | 2004      | Oui      |              | [ 129 ] |
| Karnataka          | Karnataka Veterinary, Animal and Fisheries Sciences University               | Bidar               | Vétérinaire                          | 2004      | Non      |              | [ 130 ] |
| Karnataka          | KSGH Music and Arts vivants University                                       | Mysore              | Arts vivants                         | 2009      | Non      |              | [ 131 ] |
| Karnataka          | Université Kuvempu                                                           | Shimoga             | Généraliste                          | 1987      | Oui      |              | [ 132 ] |
| Karnataka          | Mangalore University                                                         | Konaje              | Généraliste                          | 1980      | Oui      |              | [ 133 ] |
| Karnataka          | National Law School of India University                                      | Bangalore           | Droit                                | 1992      | Oui      |              | [ 134 ] |
| Karnataka          | Rajiv Gandhi University of Health Sciences                                   | Bangalore           | santé                                | 1994      | Non      |              | [ 135 ] |
| Karnataka          | Rani Channamma University                                                    | Belgaum             | Généraliste                          | 2010      | Non      |              | [ 136 ] |
| Karnataka          | Tumkur University                                                            | Tumkur              | Généraliste                          | 2004      | Non      |              | [ 137 ] |
| Karnataka          | University of Agricultural Sciences, Bangalore                               | Bangalore           | Agriculture                          | 1964      | Oui      |              | [ 138 ] |
| Karnataka          | University of Agricultural Sciences, Dharwad                                 | Dharwad             | Agriculture                          | 1986      | Oui      |              | [ 139 ] |
| Karnataka          | University of Mysore                                                         | Mysore              | Généraliste                          | 1916      | Oui      |              | [ 140 ] |
| Karnataka          | Visvesvaraya Technological University                                        | Belgaum             | Technologies                         | 1999      | Non      |              | [ 141 ] |
| Karnataka          | Vijayanagara Sri Krishnadevaraya University                                  | Bellary             | Généraliste                          | 2010      | Non      |              | [ 142 ] |
| Kerala             | Calicut University                                                           | Tenhipalam          | Généraliste                          | 1968      | Oui      |              | [ 143 ] |
| Kerala             | Cochin University of Science and Technology                                  | Kalamassery         | Technologies                         | 1971      | Oui      |              | [ 144 ] |
| Kerala             | Kannur University                                                            | Kannur              | Généraliste                          | 1997      | Oui      |              | [ 145 ] |
| Kerala             | Kerala Agricultural University                                               | Thrissur            | Agriculture                          | 1972      | Oui      |              | [ 146 ] |
| Kerala             | Kerala University of Fisheries and Ocean Studies                             | Kochi               | Pêche, océanographie                 | 2011      | Oui      |              | [ 147 ] |
| Kerala             | Kerala University of Health Sciences                                         | Thrissur            | santé                                | 2011      | Oui      |              | [ 148 ] |
| Kerala             | Kerala Veterinary and Animal Sciences University                             | Wayanad             | Vétérinaire                          | 2011      | Oui      |              | [ 149 ] |
| Kerala             | Mahatma Gandhi University                                                    | Kottayam            | Généraliste                          | 1983      | Oui      |              | [ 150 ] |
| Kerala             | National University of Advanced Legal Studies                                | Kochi               | Droit                                | 2009      | Non      |              | [ 151 ] |
| Kerala             | Sree Sankaracharya University of Sanskrit                                    | Kalady              | Sanskrit                             | 1994      | Oui      |              | [ 152 ] |
| Kerala             | Université du Kerala                                                         | Thiruvananthapuram  | Généraliste                          | 1937      | Oui      |              | [ 153 ] |
| Madhya Pradesh     | Awdhesh Pratap Singh University                                              | Rewa                | Généraliste                          | 1968      | Oui      |              | [ 154 ] |
| Madhya Pradesh     | Barkatullah University (en)                                                  | Bhopal              | Généraliste                          | 1970      | Oui      |              | [ 155 ] |
| Madhya Pradesh     | Devi Ahilya University                                                       | Indore              | Généraliste                          | 1964      | Oui      |              | [ 156 ] |
| Madhya Pradesh     | Jawaharlal Nehru Agricultural University,                                    | Jabalpur            | Agriculture                          | 1964      | Oui      |              | [ 158 ] |
| Madhya Pradesh     | Jiwaji University                                                            | Gwalior             | Généraliste                          | 1964      | Oui      |              | [ 159 ] |
| Madhya Pradesh     | Madhya Pradesh Bhoj Open University                                          | Bhopal              | FOAD                                 | 1995      | Oui      |              | [ 160 ] |
| Madhya Pradesh     | Maharishi Mahesh Yogi Vedic Vishwavidyalaya                                  | Katni               | Généraliste                          | 1995      | Non      |              | [ 161 ] |
| Madhya Pradesh     | Maharshi Panini Sanskrit University                                          | Ujjain              | Sanskrit                             | 2008      | Non      |              | [ 162 ] |
| Madhya Pradesh     | Mahatma Gandhi Chitrakoot Gramoday University                                | Chitrakoot          | Généraliste                          | 1993      | Oui      |              | [ 163 ] |
| Madhya Pradesh     | Makhanlal Chaturvedi National University of Journalism                       | Bhopal              | Journalism, communication            | 1991      | Non      |              | [ 164 ] |
| Madhya Pradesh     | National Law Institute University                                            | Bhopal              | Droit                                | 1998      | Oui      |              | [ 165 ] |
| Madhya Pradesh     | Rajiv Gandhi Technical University                                            | Bhopal              | Technologies                         | 2004      | Oui      |              | [ 166 ] |
| Madhya Pradesh     | Rani Durgavati University                                                    | Jabalpur            | Généraliste                          | 1957      | Oui      |              | [ 167 ] |
| Madhya Pradesh     | Madhya Pradesh Pashu-Chikitsa Vigyan Vishwavidyalaya                         | Jabalpur            | Vétérinaire, Pêche                   | 2009      | Non      |              | [ 168 ] |
| Madhya Pradesh     | Vikram University                                                            | Ujjain              | Généraliste                          | 1957      | Oui      |              | [ 169 ] |
| Maharashtra        | Dr. Babasaheb Ambedkar Marathwada University                                 | Aurangabad          | Généraliste                          | 1958      | Oui      |              | [ 170 ] |
| Maharashtra        | Dr. Babasaheb Ambedkar Technological University                              | Lonere              | Technologies                         | 1989      | Oui      |              | [ 171 ] |
| Maharashtra        | Dr. Balasaheb Sawant Konkan Krishi Vidyapeeth                                | Dapoli              | Agriculture                          | 1972      | Oui      |              | [ 172 ] |
| Maharashtra        | Dr. Panjabrao Deshmukh Krishi Vidyapeeth                                     | Akola               | Agriculture                          | 1969      | Oui      |              | [ 173 ] |
| Maharashtra        | Kavi Kulguru Kalidas Sanskrit Vishwavidyalaya                                | Nagpur              | Sanskrit                             | 1997      | Non      |              | [ 174 ] |
| Maharashtra        | Maharashtra Animal and Fishery Sciences University                           | Nagpur              | Vétérinaire, Pêche                   | 2002      | Non      |              | [ 175 ] |
| Maharashtra        | Maharashtra University of Health Sciences                                    | Nashik              | santé                                | 2000      | Non      |              | [ 176 ] |
| Maharashtra        | Mahatma Phule Krishi Vidyapeeth                                              | Rahuri              | Agriculture                          | 1968      | Oui      |              | [ 177 ] |
| Maharashtra        | Marathwada Agricultural University                                           | Parbhani            | Agriculture                          | 1983      | Oui      |              | [ 178 ] |
| Maharashtra        | North Maharashtra University                                                 | Jalgaon             | Généraliste                          | 1991      | Oui      |              | [ 179 ] |
| Maharashtra        | Rashtrasant Tukadoji Maharaj Nagpur University                               | Nagpur              | Généraliste                          | 1923      | Oui      |              | [ 180 ] |
| Maharashtra        | Sant Gadge Baba Amravati University                                          | Amravati            | Généraliste                          | 1983      | Oui      |              | [ 181 ] |
| Maharashtra        | Shivaji University (en)                                                      | Kolhapur            | Généraliste                          | 1962      | Oui      |              | [ 182 ] |
| Maharashtra        | Shreemati Nathibai Damodar Thackersey Women's University                     | Mumbai              | Université féminine                  | 1951      | Oui      |              | [ 183 ] |
| Maharashtra        | Solapur University                                                           | Solapur             | Généraliste                          | 2004      | Non      |              | [ 184 ] |
| Maharashtra        | Swami Ramanand Teerth Marathwada University                                  | Nanded              | Généraliste                          | 1995      | Oui      |              | [ 185 ] |
| Maharashtra        | Université de Mumbai                                                         | Mumbai              | Généraliste                          | 1857      | Oui      |              | [ 186 ] |
| Maharashtra        | Université de Pune                                                           | Pune                | Généraliste                          | 1949      | Oui      |              | [ 187 ] |
| Maharashtra        | Yashwantrao Chavan Maharashtra Open University                               | Nashik              | FOAD                                 | 1990      | Oui      |              | [ 188 ] |
| Orissa             | Berhampur University                                                         | Berhampur           | Généraliste                          | 1967      | Oui      |              | [ 189 ] |
| Orissa             | Biju Patnaik University of Technology                                        | Rourkela            | Technologies                         | 2003      | Non      |              | [ 190 ] |
| Orissa             | Fakir Mohan University                                                       | Balasore            | Généraliste                          | 1999      | Oui      |              | [ 191 ] |
| Orissa             | National Law University, Orissa                                              | Cuttack             | Droit                                | 2009      | Non      |              | [ 192 ] |
| Orissa             | North Orissa University                                                      | Baripada            | Généraliste                          | 1999      | Oui      |              | [ 193 ] |
| Orissa             | Orissa University of Agriculture and Technology                              | Bhubaneswar         | Agriculture                          | 1962      | Oui      |              | [ 194 ] |
| Orissa             | Ravenshaw University                                                         | Cuttack             | Généraliste                          | 2005      | Oui      |              | [ 195 ] |
| Orissa             | Sambalpur University                                                         | Sambalpur           | Généraliste                          | 1967      | Oui      |              | [ 196 ] |
| Orissa             | Shri Jagannath Sanskrit Vishvavidyalaya                                      | Puri                | Sanskrit, vedic studies              | 1981      | Oui      |              | [ 197 ] |
| Orissa             | Utkal University (en)                                                        | Bhubaneswar         | Généraliste                          | 1943      | Oui      |              | [ 198 ] |
| Orissa             | Utkal University of Culture                                                  | Bhubaneswar         | Culture studies                      | 1999      | Non      |              | [ 199 ] |
| Orissa             | Veer Surendra Sai University of Technology, Burla                            | Sambalpur           | Technologies                         | 2008      | Non      |              | [ 200 ] |
| Pendjab            | Baba Farid University of Health Sciences                                     | Faridkot            | santé                                | 2002      | Oui      |              | [ 201 ] |
| Pendjab            | Guru Angad Dev Veterinary and Animal Sciences University                     | Ludhiana            | Vétérinaire                          | 2005      | Oui      |              | [ 202 ] |
| Pendjab            | Guru Nanak Dev University                                                    | Amritsar            | Généraliste                          | 1969      | Oui      |              | [ 203 ] |
| Pendjab            | Punjab Agricultural University                                               | Ludhiana            | Agriculture                          | 1962      | Oui      |              | [ 204 ] |
| Pendjab            | Punjab Technical University                                                  | Jalandhar           | Technologies                         | 1998      | Non      |              | [ 205 ] |
| Pendjab            | Punjab University                                                            | Patiala             | Généraliste                          | 1962      | Oui      |              | [ 206 ] |
| Pendjab            | Rajiv Gandhi National University of Law                                      | Patiala             | Droit                                | 2006      | Oui      |              | [ 207 ] |
| Rajasthan          | Jagadguru Ramanadacharya Rajasthan Sanskrit University                       | Jaipur              | Sanskrit                             | 1998      | Non      |              | [ 208 ] |
| Rajasthan          | Jai Narain Vyas University                                                   | Jodhpur             | Généraliste                          | 1962      | Oui      |              | [ 209 ] |
| Rajasthan          | Maharaja Ganga Singh University                                              | Bikaner             | Généraliste                          | 2003      | Non      |              | [ 210 ] |
| Rajasthan          | Maharana Pratap University of Agriculture and Technology                     | Udaipur             | Agriculture                          | 2000      | Non      |              | [ 211 ] |
| Rajasthan          | Maharshi Dayanand Saraswati University                                       | Ajmer               | Généraliste                          | 1987      | Oui      |              | [ 212 ] |
| Rajasthan          | Mohanlal Sukhadia University                                                 | Udaipur             | Généraliste                          | 1962      | Oui      |              | [ 213 ] |
| Rajasthan          | National Law University, Jodhpur                                             | Jodhpur             | Droit                                | 2004      | Oui      |              | [ 214 ] |
| Rajasthan          | Rajasthan Agricultural University                                            | Bikaner             | Agriculture                          | 1987      | Oui      |              | [ 215 ] |
| Rajasthan          | Rajasthan Ayurved University                                                 | Jaipur              | Ayurveda                             | 2004      | Non      |              | [ 216 ] |
| Rajasthan          | Rajasthan Technical University                                               | Kota                | Technologies                         | 2006      | Non      |              | [ 217 ] |
| Rajasthan          | Rajasthan University of Health Sciences                                      | Jaipur              | santé                                | 2005      | Non      |              | [ 218 ] |
| Rajasthan          | University of Kota                                                           | Kota                | Généraliste                          | 2003      | Non      |              | [ 219 ] |
| Rajasthan          | University of Rajasthan                                                      | Jaipur              | Généraliste                          | 1947      | Oui      |              | [ 220 ] |
| Rajasthan          | Vardhaman Mahaveer Open University                                           | Kota                | FOAD                                 | 1987      | Oui      |              | [ 221 ] |
| Tamil Nadu         | Alagappa University (en)                                                     | Karaikudi           | Généraliste                          | 1985      | Oui      |              | [ 222 ] |
| Tamil Nadu         | Anna University, Chennai                                                     | Chennai             | Technologies                         | 2006      | Oui      |              | [ 223 ] |
| Tamil Nadu         | Anna University of Technology, Chennai                                       | Chennai             | Technologies                         | 2010      | Non      |              | [ 224 ] |
| Tamil Nadu         | Anna University of Technology, Coimbatore                                    | Coimbatore          | Technologies                         | 2006      | Non      |              | [ 225 ] |
| Tamil Nadu         | Anna University of Technology, Madurai                                       | Madurai             | Technologies                         | 2010      | Non      |              | [ 226 ] |
| Tamil Nadu         | Anna University of Technology, Tiruchirappalli                               | Tiruchirappalli     | Technologies                         | 2006      | Non      |              | [ 227 ] |
| Tamil Nadu         | Anna University of Technology Tirunelveli                                    | Tirunelveli         | Technologies                         | 2006      | Non      |              | [ 228 ] |
| Tamil Nadu         | Annamalai University                                                         | Annamalai Nagar     | Généraliste                          | 1929      | Oui      |              | [ 229 ] |
| Tamil Nadu         | Bharathiar University                                                        | Coimbatore          | Généraliste                          | 1982      | Oui      |              | [ 230 ] |
| Tamil Nadu         | Bharathidasan University                                                     | Tiruchirappalli     | Généraliste                          | 1982      | Oui      |              | [ 231 ] |
| Tamil Nadu         | Madurai Kamaraj University                                                   | Madurai             | Généraliste                          | 1965      | Oui      |              | [ 232 ] |
| Tamil Nadu         | Manonmaniam Sundaranar University                                            | Tirunelveli         | Généraliste                          | 1992      | Oui      |              | [ 233 ] |
| Tamil Nadu         | Mother Teresa Women's University                                             | Kodaikanal          | Université féminine                  | 1984      | Oui      |              | [ 234 ] |
| Tamil Nadu         | Periyar University                                                           | Salem               | Généraliste                          | 1998      | Oui      |              | [ 235 ] |
| Tamil Nadu         | Tamil University                                                             | Thanjavur           | Tamoul                               | 1981      | Oui      |              | [ 236 ] |
| Tamil Nadu         | Tamil Nadu Agricultural University                                           | Coimbatore          | Agriculture                          | 1971      | Oui      |              | [ 237 ] |
| Tamil Nadu         | Tamil Nadu Dr. Ambedkar Law University                                       | Chennai             | Droit                                | 1998      | Oui      |              | [ 238 ] |
| Tamil Nadu         | Tamil Nadu Dr. M.G.R. Medical University                                     | Chennai             | Médecine                             | 1989      | Oui      |              | [ 239 ] |
| Tamil Nadu         | Tamil Nadu Open University                                                   | Chennai             | FOAD                                 | 2004      | Non      |              | [ 240 ] |
| Tamil Nadu         | Tamil Nadu Physical Education and Sports University                          | Chennai             | Sports, éducation physique           | 2005      | Non      |              | [ 241 ] |
| Tamil Nadu         | Tamil Nadu Teacher Education University                                      | Chennai             | Teacher education                    | 2008      | Non      |              | [ 242 ] |
| Tamil Nadu         | Tamil Nadu Veterinary and Animal Sciences University                         | Chennai             | Vétérinaire                          | 1990      | Oui      |              | [ 243 ] |
| Tamil Nadu         | Thiruvalluvar University                                                     | Vellore             | Généraliste                          | 2003      | Non      |              | [ 244 ] |
| Tamil Nadu         | Université de Madras                                                         | Chennai             | Généraliste                          | 1857      | Oui      |              | [ 245 ] |
| Uttar Pradesh      | Bundelkhand University                                                       | Jhansi              | Généraliste                          | 1975      | Oui      |              | [ 246 ] |
| Uttar Pradesh      | Chandra Shekhar Azad University of Agriculture and Technology                | Kanpur              | Agriculture                          | 1974      | Oui      |              | [ 247 ] |
| Uttar Pradesh      | Chaudhary Charan Singh University                                            | Meerut              | Généraliste                          | 1965      | Oui      |              | [ 248 ] |
| Uttar Pradesh      | Université médicale Chhatrapati Shahuji Maharaj,                             | Lucknow             | Médecine                             | 2004      | Non      |              | [ 249 ] |
| Uttar Pradesh      | Chhatrapati Shahu Ji Maharaj University                                      | Kanpur              | Généraliste                          | 1965      | Oui      |              | [ 251 ] |
| Uttar Pradesh      | Deen Dayal Upadhyay Gorakhpur University                                     | Gorakhpur           | Généraliste                          | 1957      | Oui      |              | [ 252 ] |
| Uttar Pradesh      | Dr. B. R. Ambedkar University                                                | Agra                | Généraliste                          | 1927      | Oui      |              | [ 253 ] |
| Uttar Pradesh      | Dr. Ram Manohar Lohia Avadh University                                       | Faizabad            | Généraliste                          | 1975      | Oui      |              | [ 254 ] |
| Uttar Pradesh      | Dr. Ram Manohar Lohia National Law University                                | Lucknow             | Droit                                | 2005      | Oui      |              | [ 255 ] |
| Uttar Pradesh      | Dr. Shakuntala Misra Rehabilitation University                               | Lucknow             | étudiants handicapés                 | 2008      | Non      |              | [ 256 ] |
| Uttar Pradesh      | Université Gautam Buddha                                                     | Greater Noida       | Généraliste                          | 2002      | Non      |              | [ 257 ] |
| Uttar Pradesh      | Université technique Gautam Buddha                                           | Lucknow             | Technologies, management             | 2001      | Non      |              | [ 258 ] |
| Uttar Pradesh      | Université Mahatma Jyotiba Phule Rohilkhand                                  | Bareilly            | Technologies                         | 1975      | Oui      |              | [ 259 ] |
| Uttar Pradesh      | Mahamaya Technical University                                                | Noida               | Technologies                         | 2010      | Non      |              | [ 260 ] |
| Uttar Pradesh      | Mahatma Gandhi Kashi Vidyapeeth                                              | Varanasi            | Généraliste                          | 1974      | Oui      |              | [ 261 ] |
| Uttar Pradesh      | Manyavar Sri Kanshi Ram Ji Ourdou, Arabic, Farsi University                  | Lucknow             | Ourdou, Arabe, Persan                | 2010      | Non      |              | [ 262 ] |
| Uttar Pradesh      | Université Narendra Dev d'agriculture et de technologie                      | Faizabad            | Agriculture                          | 1974      | Oui      |              | [ 263 ] |
| Uttar Pradesh      | Université Sampurnanand de Sanskrit                                          | Varanasi            | Sanskrit                             | 1958      | Oui      |              | [ 264 ] |
| Uttar Pradesh      | Sardar Vallabhbhai Patel University of Agriculture and Technology            | Meerut              | Agriculture                          | 2004      | Non      |              | [ 265 ] |
| Uttar Pradesh      | University of Lucknow                                                        | Lucknow             | Généraliste                          | 1921      | Oui      |              | [ 266 ] |
| Uttar Pradesh      | Uttar Pradesh King George's University of Dental Sciences                    | Lucknow             | Dentistry                            | 2004      | Non      |              | [ 250 ] |
| Uttar Pradesh      | Uttar Pradesh Rajarshi Tandon Open University                                | Prayagraj           | FOAD                                 | 2004      | Non      |              | [ 267 ] |
| Uttar Pradesh      | Veer Bahadur Singh Purvanchal University                                     | Jawnpur             | Généraliste                          | 1987      | Oui      |              | [ 268 ] |
| Uttarakhand        | Doon University                                                              | Dehradun            | Généraliste                          | 2005      | Oui      |              | [ 269 ] |
| Uttarakhand        | G. B. Pant University of Agriculture and Technology                          | Pantnagar           | Agriculture, technologies            | 1960      | Oui      |              | [ 270 ] |
| Uttarakhand        | Kumaun University                                                            | Nainital            | Généraliste                          | 1973      | Oui      |              | [ 271 ] |
| Uttarakhand        | Uttarakhand Open University                                                  | Haldwani            | FOAD                                 | 2005      | Oui      |              | [ 272 ] |
| Uttarakhand        | Uttarakhand Technical University                                             | Dehradun            | Technologies                         | 2008      | Non      |              | [ 273 ] |
| Uttarakhand        | Uttaranchal Sanskrit University                                              | Haridwar            | Sanskrit                             | 2005      | Non      |              | [ 274 ] |
| Bengale-Occidental | Aliah University (en)                                                        | Kolkata             | Généraliste                          | 2007      | Non      |              | [ 275 ] |
| Bengale-Occidental | Bengal Engineering and Science University, Shibpur                           | Shibpur             | Technologies                         | 2004      | Oui      |              | [ 276 ] |
| Bengale-Occidental | Bidhan Chandra Krishi Viswavidyalaya                                         | Haringhata          | Agriculture                          | 1974      | Oui      |              | [ 277 ] |
| Bengale-Occidental | Jadavpur University                                                          | Kolkata             | Généraliste                          | 1955      | Oui      |              | [ 278 ] |
| Bengale-Occidental | Netaji Subhas Open University                                                | Kolkata             | FOAD                                 | 1997      | Non      |              | [ 279 ] |
| Bengale-Occidental | Presidency University, Kolkata                                               | Kolkata             | Généraliste                          | 2010      | Oui      |              | [ 281 ] |
| Bengale-Occidental | Rabindra Bharati University                                                  | Kolkata             | Généraliste                          | 1962      | Oui      |              | [ 282 ] |
| Bengale-Occidental | Sidho Kanho Birsha University                                                | Purulia             | Généraliste                          | 2010      | Non      |              | [ 283 ] |
| Bengale-Occidental | University of Burdwan                                                        | Bardhaman           | Généraliste                          | 1960      | Oui      |              | [ 284 ] |
| Bengale-Occidental | Université de Calcutta                                                       | Kolkata             | Généraliste                          | 1857      | Oui      |              | [ 285 ] |
| Bengale-Occidental | University of Gour Banga                                                     | Malda               | Généraliste                          | 2007      | Non      |              | [ 286 ] |
| Bengale-Occidental | University of Kalyani (en)                                                   | Kalyani             | Généraliste                          | 1960      | Oui      |              | [ 287 ] |
| Bengale-Occidental | University of North Bengal (en)                                              | Siliguri            | Généraliste                          | 1962      | Oui      |              | [ 288 ] |
| Bengale-Occidental | Uttar Banga Krishi Vishwavidyalaya                                           | Cooch Behar         | Agriculture                          | 2001      | Non      |              | [ 289 ] |
| Bengale-Occidental | Vidyasagar University                                                        | Medinipur           | Généraliste                          | 1981      | Oui      |              | [ 290 ] |
| Bengale-Occidental | West Bengal State University                                                 | Barasat             | Généraliste                          | 2007      | Non      |              | [ 291 ] |
| Bengale-Occidental | West Bengal National University of Juridical Sciences                        | Kolkata             | Droit                                | 2004      | Oui      |              | [ 292 ] |
| Bengale-Occidental | West Bengal University of Animal and Fishery Sciences                        | Kolkata             | Vétérinaire                          | 1995      | Non      |              | [ 293 ] |
| Bengale-Occidental | West Bengal University of Health Sciences                                    | Kolkata             | Médecine                             | 2002      | Non      |              | [ 294 ] |
| Bengale-Occidental | West Bengal University of Technology                                         | Kolkata             | Technologies                         | 2001      | Oui      |              | [ 295 ] |

## Liste des établissements indiens reconnus comme université
Un Établissement indien reconnu comme université (en anglais : Deemed university ou « Deemed-to-be-University »), est un statut d'autonomie donnée par le Département de l'éducation supérieure du Ministère des ressources humaines de l'Inde.
Le statut autorise une totale autonomie en matière de cours, de filières d'admission et de montant des droits d'inscription.
Le 23 juin 2008, l'UGC liste 130 établissements équivalents à des universités (deemed universities).
| Université                                                                     | État               | Lieu               | Fondation        | Spécialité                        | Sources |  |
| ------------------------------------------------------------------------------ | ------------------ | ------------------ | ---------------- | --------------------------------- | ------- |  |
| Gandhi Institute of Technology and Management                                  | Andhra Pradesh     | Visakhapatnam      | 1980 (2007)      | Technologie, management           | ,       |  |
| ICFAI Foundation for Higher Education                                          | Andhra Pradesh     | Hyderabad          | 1995 (2008)      | Généraliste                       | ,       |  |
| International Institute of Information Technology, Hyderabad                   | Andhra Pradesh     | Hyderabad          | 1998 (2001)      | Informatique                      | ,       |  |
| K L University                                                                 | Andhra Pradesh     | Vijayawada         | 1980 (2009)      | Technologie                       | [ 305 ] |  |
| Rashtriya Sanskrit Vidyapeeth                                                  | Andhra Pradesh     | Tirupati           | 1961 (1987)      | Sanskrit                          | ,       |  |
| Sri Sathya Sai University                                                      | Andhra Pradesh     | Puttaparthi        | 1981 (1981)      | Généraliste                       | ,       |  |
| Vignan University#                                                             | Andhra Pradesh     | Guntur             | 1997 (2008)      | Technologie                       | ,       |  |
| North Eastern Regional Institute of Science and Technology                     | Arunachal Pradesh  | Itanagar           | 1986 (2005)      | Technologie                       | ,       |  |
| Bihar Yoga Bharati                                                             | Bihar              | Munger             | 1994 (2000)      | Yoga                              | ,       |  |
| Nava Nalanda Mahavihara#                                                       | Bihar              | Nalanda            | 1951 (2006)      | Bouddhisme, Pali                  | ,       |  |
| PEC University of Technology                                                   | Chandigarh         | Chandigarh         | 1921 (2003)      | Technologie                       | ,       |  |
| Indian Agricultural Research Institute                                         | Delhi              | New Delhi          | 1902 (1958)      | Agriculture                       | ,       |  |
| Indian Institute of Foreign Trade                                              | Delhi              | New Delhi          | 1963 (2002)      | Foreign Trade                     | ,       |  |
| Indian Law Institute                                                           | Delhi              | New Delhi          | 1956 (2004)      | Droit                             | ,       |  |
| Institute of Liver and Biliary Sciences                                        | Delhi              | New Delhi          | 2009             | Hépatologie                       | [ 326 ] |  |
| Jamia Hamdard                                                                  | Delhi              | New Delhi          | 1906 (1989)      | Généraliste                       | ,       |  |
| National Museum Institute of History of Art, Conservation and Musicology#      | Delhi              | New Delhi          | 1983 (1989)      | Arts                              | ,       |  |
| National University of Educational Planning and Administration                 | Delhi              | New Delhi          | 1962 (2006)      | Education administration          | ,       |  |
| Rashtriya Sanskrit Sansthan                                                    | Delhi              | New Delhi          | 1970 (2002)      | Sanskrit                          | ,       |  |
| School of Planning and Architecture                                            | Delhi              | New Delhi          | 1959 (1979)      | Architecture                      | [ 335 ] |  |
| Shri Lal Bahadur Shastri Rashtriya Sanskrit Vidyapith                          | Delhi              | New Delhi          | 1962 (1987)      | Sanskrit                          | ,       |  |
| TERI University                                                                | Delhi              | New Delhi          | 1998 (1999)      | Sciences appliquées               | ,       |  |
| Gujarat Vidyapith                                                              | Gujarat            | Ahmedabad          | 1920 (1963)      | Généraliste                       | ,       |  |
| Sumandeep University#                                                          | Gujarat            | Waghodia           | 1999 (2007)      | Santé                             | ,       |  |
| Lingaya's University#                                                          | Haryana            | Faridabad          | 1998 (2005)      | Technologie, management           | ,       |  |
| Maharishi Markandeshwar University, Mullana#                                   | Haryana            | Ambala             | 1993 (2007)      | Généraliste                       | ,       |  |
| Manav Rachna International University#                                         | Haryana            | Faridabad          | 1997 (2008)      | Technologie                       | ,       |  |
| National Brain Research Centre                                                 | Haryana            | Manesar            | 1997 (2002)      | Neuroscience                      | ,       |  |
| National Dairy Research Institute                                              | Haryana            | Karnal             | 1923 (1989)      | Produits laitiers                 | ,       |  |
| Birla Institute of Technology, Mesra                                           | Jharkhand          | Ranchi             | 1955 (1986)      | Technologie                       | ,       |  |
| Indian School of Mines University                                              | Jharkhand          | Dhanbad            | 1926 (1967)      | Mines                             | ,       |  |
| B.L.D.E. University#                                                           | Karnataka          | Bijapur            | 2008             | Médecine                          | ,       |  |
| Christ University#                                                             | Karnataka          | Bangalore          | 1969 (2008)      | Généraliste                       | ,       |  |
| Indian Institute of Science                                                    | Karnataka          | Bangalore          | 1909 (1958)      | Sciences, technologies            | ,       |  |
| International Institute of Information Technology, Bangalore                   | Karnataka          | Bangalore          | 1999 (2005)      | Informatique                      | ,       |  |
| Jagadguru Sri Shivarathreeshwara University                                    | Karnataka          | Mysore             | 2008             | Médecine                          | ,       |  |
| Jain University#                                                               | Karnataka          | Bangalore          | 1990 (2008)      | Généraliste                       | [ 368 ] |  |
| Jawaharlal Nehru Centre for Advanced Scientific Research                       | Karnataka          | Bangalore          | 1989 (2002)      | Généraliste science               | ,       |  |
| K.L.E. Academy of Higher Education and Research                                | Karnataka          | Belgaum            | 2006             | Généraliste                       | ,       |  |
| Manipal University                                                             | Karnataka          | Manipal            | 1953 (1993)      | Généraliste                       | ,       |  |
| National Institute of Mental Health and Neurosciences                          | Karnataka          | Bangalore          | 1974 (1994)      | Neurosciences                     | ,       |  |
| Nitte University                                                               | Karnataka          | Mangalore          | 2008             | Santé                             | ,       |  |
| Sri Devaraj Urs Academy of Higher Education and Research#                      | Karnataka          | Kolar              | 1986 (2007)      | Médecine                          | ,       |  |
| Sri Siddhartha Academy of Higher Education#                                    | Karnataka          | Tumkur             | 2008             | Santé, technologie                | ,       |  |
| Swami Vivekananda Yoga Anusandhana Samsthana                                   | Karnataka          | Bangalore          | 2002             | Yoga                              | ,       |  |
| Yenepoya University#                                                           | Karnataka          | Mangalore          | 1991 (2008)      | Santé                             | ,       |  |
| Indian Institute of Space Science and Technology                               | Kerala             | Thiruvananthapuram | 2007 (2008)      | Space science                     | ,       |  |
| Kerala Kalamandalam                                                            | Kerala             | Cheruthuruthy      | 1930 (2006)      | Arts vivants                      | ,       |  |
| Indian Institute of Information Technology, Design and Manufacturing, Jabalpur | Madhya Pradesh     | Jabalpur           | 2005             | Informatique, design              | [ 391 ] |  |
| Indian Institute of Information Technology and Management, Gwalior             | Madhya Pradesh     | Gwalior            | 1997 (2001)      | Informatique                      | ,       |  |
| Lakshmibai National University of Physical Education                           | Madhya Pradesh     | Gwalior            | 1957 (1995)      | Éducation physique et sportive    | ,       |  |
| Bharati Vidyapeeth                                                             | Maharashtra        | Pune               | 1964 (1996)      | Généraliste                       | ,       |  |
| Central Institute of Fisheries Education                                       | Maharashtra        | Mumbai             | 1961 (1989)      | Halieutique                       | ,       |  |
| D. Y. Patil Education Society#                                                 | Maharashtra        | Kolhapur           | 1987 (2005)      | Médecine                          | ,       |  |
| Datta Meghe Institute of Medical Sciences                                      | Maharashtra        | Wardha             | 1950 (2005)      | Médecine                          | ,       |  |
| Deccan College Post-Graduate and Research Institute                            | Maharashtra        | Pune               | 1821 (1990)      | Archéologie, linguistique         | ,       |  |
| Defence Institute of Advanced Technology                                       | Maharashtra        | Pune               | 1952 (2000)      | Technologies des armements        | ,       |  |
| Dr. D. Y. Patil Vidyapeeth                                                     | Maharashtra        | Pune               | 1996 (2003)      | Médecine                          | ,       |  |
| Gokhale Institute of Politics and Economics                                    | Maharashtra        | Pune               | 1930 (1993)      | Économie                          | ,       |  |
| Homi Bhabha National Institute                                                 | Maharashtra        | Mumbai             | 2005             | Sciences, technologies            | ,       |  |
| Indira Gandhi Institute of Development Research                                | Maharashtra        | Mumbai             | 1987 (1995)      | Économie                          | ,       |  |
| Institute of Chemical Technology                                               | Maharashtra        | Mumbai             | 1933 (2008)      | Génie chimique                    | ,       |  |
| International Institute for Population Sciences                                | Maharashtra        | Mumbai             | 1956 (1985)      | Démographie                       | ,       |  |
| Krishna Institute of Medical Sciences#                                         | Maharashtra        | Satara             | 1982 (2005)      | Médecine                          | ,       |  |
| MGM Institute of Health Sciences                                               | Maharashtra        | Navi Mumbai        | 1982 (2006)      | Santé                             | ,       |  |
| Narsee Monjee Institute of Management Studies                                  | Maharashtra        | Mumbai             | 1981 (2003)      | Business management               | ,       |  |
| Padmashree Dr. D. Y. Patil Vidyapeeth                                          | Maharashtra        | Navi Mumbai        | 2002             | Généraliste                       | ,       |  |
| Pravara Institute of Medical Sciences                                          | Maharashtra        | Ahmednagar         | 1976 (2003)      | Médecine                          | ,       |  |
| Symbiosis International University                                             | Maharashtra        | Pune               | 1971 (2002)      | Généraliste                       | ,       |  |
| Tata Institute of Fundamental Research                                         | Maharashtra        | Mumbai             | 1945 (2002)      | Recherche fondamentale            | ,       |  |
| Tata Institute of Social Sciences                                              | Maharashtra        | Mumbai             | 1936 (1964)      | Sciences sociales                 | ,       |  |
| Tilak Maharashtra University#                                                  | Maharashtra        | Pune               | 1921             | Généraliste                       | ,       |  |
| KIIT University                                                                | Orissa             | Bhubaneswar        | 2004             | Généraliste                       | ,       |  |
| Siksha 'O' Anusandhan#                                                         | Orissa             | Bhubaneswar        | 2007             | Technologie, management, médecine | ,       |  |
| Sri Balaji Vidyapeeth University#                                              | Puducherry         | Pondichéry         | 2001 (2008)      | Médecine                          | ,       |  |
| Sant Longowal Institute of Engineering and Technology                          | Penjab             | Sangrur            | 1989 (2007)      | Technologie                       | ,       |  |
| Thapar University                                                              | Penjab             | Patiala            | 1956 (1985)      | Technologie                       | ,       |  |
| Banasthali Vidyapith                                                           | Rajasthan          | Tonk               | 1935 (1983)      | Université féminine               | ,       |  |
| Birla Institute of Technology and Science                                      | Rajasthan          | Pilani             | 1964             | Technologie                       | ,       |  |
| IIS University                                                                 | Rajasthan          | Jaipur             | 1995 (2009)      | Université féminine               | [ 452 ] |  |
| Institute of Advanced Studies in Education#                                    | Rajasthan          | Churu              | 1950 (2002)      | Education                         | ,       |  |
| Jain Vishva Bharati University                                                 | Rajasthan          | Ladnun             | 1991             | Jaïnisme                          | ,       |  |
| Janardan Rai Nagar Rajasthan Vidyapeeth University#                            | Rajasthan          | Udaipur            | 1937 (1987)      | Généraliste                       | ,       |  |
| LNM Institute of Information Technology                                        | Rajasthan          | Jaipur             | 2003 (2006)      | Informatique                      | ,       |  |
| Mody Institute of Technology and Science#                                      | Rajasthan          | Laxmangarh         | 2004             | Université féminine               | ,       |  |
| AMET University#                                                               | Tamil Nadu         | Chennai            | 1993 (2007)      | Maritime                          | ,       |  |
| Amrita Vishwa Vidyapeetham                                                     | Tamil Nadu         | Coimbatore         | 1994 (2003)      | Généraliste                       | ,       |  |
| Avinashilingam Institute for Home Science and Higher Education for Women       | Tamil Nadu         | Coimbatore         | 1957 (1988)      | Université féminine               | ,       |  |
| B. S. Abdur Rahman University                                                  | Tamil Nadu         | Chennai            | 1984 (2008)      | Technologie                       | [ 470 ] |  |
| Bharath University#                                                            | Tamil Nadu         | Chennai            | 1984 (2002)      | Technologie                       | ,       |  |
| Chennai Mathematical Institute                                                 | Tamil Nadu         | Siruseri           | 1989 (2006)      | Science                           | ,       |  |
| Chettinad University#                                                          | Tamil Nadu         | Kanchipuram        | 2005 (2008)      | Médecine                          | ,       |  |
| Dr. M.G.R. Educational and Research Institute#                                 | Tamil Nadu         | Chennai            | 1988 (2003)      | Généraliste                       | ,       |  |
| Gandhigram Rural Institute                                                     | Tamil Nadu         | Dindigul           | 1956 (1976)      | Nai Talim                         | ,       |  |
| Hindustan Institute of Technology and Science                                  | Tamil Nadu         | Chennai            | 1985 (2008)      | Technologie                       | ,       |  |
| Kalasalingam University#                                                       | Tamil Nadu         | Krishnankoil       | 1984 (2006)      | Généraliste                       | ,       |  |
| Karpagam Academy of Higher Education#                                          | Tamil Nadu         | Coimbatore         | 2008             | Généraliste                       | ,       |  |
| Karunya University                                                             | Tamil Nadu         | Coimbatore         | 1986 (2004)      | Technologie                       | ,       |  |
| Meenakshi Academy of Higher Education and Research#                            | Tamil Nadu         | Chennai            | 2001             | Santé                             | ,       |  |
| Noorul Islam University#                                                       | Tamil Nadu         | Kumarakovil        | 1989 (2008)      | Généraliste                       | ,       |  |
| Periyar Maniammai University#                                                  | Tamil Nadu         | Vallam             | 1988 (2007)      | Technologie                       | ,       |  |
| Ponnaiyah Ramajayam Institute of Science and Technology#                       | Tamil Nadu         | Tanjavûr           | 1985 (2008)      | Technologie                       | ,       |  |
| Rajiv Gandhi National Institute of Youth Development#                          | Tamil Nadu         | Sriperumbudur      | 1993 (2008)      | Youth studies                     | ,       |  |
| Sathyabama University                                                          | Tamil Nadu         | Chennai            | 1987 (2001)      | Technologie                       | ,       |  |
| Saveetha University#                                                           | Tamil Nadu         | Chennai            | 1986 (2005)      | Généraliste                       | ,       |  |
| Shanmugha Arts, Science, Technology & Research Academy                         | Tamil Nadu         | Thirumalaisamudram | 1984 (2001)      | Généraliste                       | ,       |  |
| Sri Chandrasekharendra Saraswathi Viswa Mahavidyalaya                          | Tamil Nadu         | Kanchipuram        | 1993             | Généraliste                       | ,       |  |
| Sri Ramachandra Medical College and Research Institute                         | Tamil Nadu         | Chennai            | 1985 (1994)      | Médecine                          | ,       |  |
| SRM University                                                                 | Tamil Nadu         | Kanchipuram        | 1985 (2002)      | Technologie                       | ,       |  |
| St. Peter's University#                                                        | Tamil Nadu         | Chennai            | 1992 (2008)      | Technologie                       | ,       |  |
| Vel Tech Rangrajan Dr. Sagunthala R&D Institute of Science and Technology#     | Tamil Nadu         | Chennai            | 2008             | Technologie                       | ,       |  |
| Vels University#                                                               | Tamil Nadu         | Pallavaram         | 1992 (2008)      | Généraliste                       | ,       |  |
| Vinayaka Missions University#                                                  | Tamil Nadu         | Salem              | 1981 (2001)      | Médecine, technologie             | ,       |  |
| VIT University                                                                 | Tamil Nadu         | Vellore            | 1984 (2001)      | Technologie                       | ,       |  |
| Bhatkhande Music Institute                                                     | Uttar Pradesh      | Lucknow            | 1926 (2000)      | Musicologie                       | ,       |  |
| Central Institute of Higher Tibetan Studies                                    | Uttar Pradesh      | Varanasi           | 1967 (1988)      | Tibétologie, Bouddhisme           | ,       |  |
| Dayalbagh Educational Institute                                                | Uttar Pradesh      | Agra               | 1917 (1981)      | Généraliste                       | ,       |  |
| Indian Institute of Information Technology, Allahabad                          | Uttar Pradesh      | Allahabad          | 1999 (2000)      | Informatique                      | ,       |  |
| Institut indien de recherche vétérinaire                                       | Uttar Pradesh      | Bareilly           | 1889 (1983)      | Science Vétérinaire               | ,       |  |
| Jaypee Institute of Information Technology University#                         | Uttar Pradesh      | Noida              | 2001 (2004)      | Informatique                      | ,       |  |
| Nehru Gram Bharti University#                                                  | Uttar Pradesh      | Allahabad          | 1962 (2008)      | Généraliste                       | ,       |  |
| Sam Higginbottom Institute of Agriculture, Technology and Sciences             | Uttar Pradesh      | Allahabad          | 1910 (2000)      | Agriculture, Technologie          | ,       |  |
| Santosh University#                                                            | Uttar Pradesh      | Ghaziabad          | 1995 (2007)      | Médecine, Odontologie             | ,       |  |
| Shobhit University#                                                            | Uttar Pradesh      | Meerut             | 2000 (2006)      | Technologie                       | ,       |  |
| Forest Research Institute                                                      | Uttarakhand        | Dehradun           | 1906 (1991)      | Sylviculture                      | ,       |  |
| Graphic Era University#                                                        | Uttarakhand        | Dehradun           | 1993 (2008)      | Technologie                       | ,       |  |
| Gurukul Kangri Vishwavidyalaya#                                                | Uttarakhand        | Haridwar           | 1902 (1962)      | Généraliste                       | ,       |  |
| HIHT University#                                                               | Uttarakhand        | Dehradun           | 1994 (2007)      | Médecine                          | ,       |  |
| Ramakrishna Mission Vivekananda University(*)                                  | Bengale-Occidental | Belur              | 1897/1902 (2005) | Généraliste                       | ,       |  |
| Thapar Institute Of Engineering and Technology                                 | Penjab             | Patiala            | 1956             |                                   |         |  |

# reconnaissance du statut en attente de décision de la Cour Suprême.